# Ángel Montoro Sánchez
Ángel Montoro Sánchez (Valencia, 25 de junio de 1988) es un exfutbolista español que jugaba como centrocampista.

## Trayectoria
Cuando era niño, se formó como futbolista en el club Discóbolo La Torre A. C., un equipo situado en la pedanía La Torre (Valencia). Permaneció allí hasta la categoría alevines y después fue fichado por el Valencia C. F. Cuando creció, jugó en el filial y pronto destacó. Durante el verano de 2007, después de su papel en el europeo sub-19, recibe una oferta firme del Real Madrid, pero la rechazó y renovó con el Valencia C. F. Debutó en Primera el 31 de octubre, en el 1-5 del Real Madrid, con Óscar Fernández de entrenador provisional, el técnico que lo dirigió tanto en el juvenil valencianista como en el Mestalla. Sustituyó a David Silva en el minuto 81 de aquel encuentro. Esa temporada 2007-08 gozó de bastantes minutos en el primer equipo con el entrenador neerlandés Ronald Koeman. Al finalizar la temporada se marchó cedido al Real Murcia.
En la siguiente campaña, 2009-10 fue cedido de nuevo, pero esta vez al Real Unión Club. No cuajando sus cesiones, pero con la confianza del club, volvió al filial, el Valencia C. F. Mestalla de Tercera División, siendo uno de los pilares del equipo que busca el ascenso a Segunda División B, junto a Isco y Paco Alcácer. El 2 de marzo de 2011 volvió a una convocatoria con el primer equipo en el partido contra el F. C. Barcelona. No llegó a jugar ningún minuto en la derrota de su equipo por 0-1.
Al año siguiente se incorporó al Recreativo de Huelva con el que pasó tres temporadas. Su trayectoria en el club onubense termina al producirse el descenso del equipo. De esta manera marchó a la U. D. Almería, con la que solo disputa 14 partidos de la primera vuelta, rescindiendo su contrato en enero de 2016 para fichar por la U. D. Las Palmas.
Tras temporada y media en el club canario, no renovó su contrato y pasó al Granada C. F., recién descendido a Segunda División. Firmó por tres temporadas. Estuvo cinco años en los que jugó 140 partidos y logró ascender a Primera División y participar en competiciones europeas, acordando su salida del club a mediados de junio de 2022.
El 2 de agosto firmó por el Real Oviedo para la temporada 2022-23. Tras la misma quedó libre y el 4 de agosto de 2023, con 35 años de edad, regresó al Real Murcia C. F. tras su anterior paso en el club durante la campaña 2008-09. Esta segunda etapa finalizó a inicios de 2024 después de acordar la rescisión del contrato. Unos meses después confirmó en una entrevista que en ese momento había decidido poner fin a su carrera.

## Estadísticas

### Clubes
Actualizado al último partido disputado en su carrera.
| Club                                | Div.          | Temporada     | Liga  | Liga  | Copas nacionales | Copas nacionales | Copas internacionales | Copas internacionales | Total | Total |
| Club                                | Div.          | Temporada     | Part. | Goles | Part.            | Goles            | Part.                 | Goles                 | Part. | Goles |
| ----------------------------------- | ------------- | ------------- | ----- | ----- | ---------------- | ---------------- | --------------------- | --------------------- | ----- | ----- |
| Valencia C. F. Mestalla · España    | 2.ª B         | 2006-07       | 21    | 2     | —                | —                | —                     | —                     | 21    | 2     |
| Valencia C. F. · España             | 1.ª           | 2007-08       | 4     | 0     | 2                | 0                | 0                     | 0                     | 6     | 0     |
| Valencia C. F. · España             | Total club    | Total club    | 4     | 0     | 2                | 0                | 0                     | 0                     | 6     | 0     |
| Real Murcia C. F. · España          | 2.ª           | 2008-09       | 29    | 3     | 2                | 0                | —                     | —                     | 31    | 3     |
| Real Unión · España                 | 2.ª           | 2009-10       | 14    | 0     | 1                | 0                | —                     | —                     | 15    | 0     |
| Real Unión · España                 | Total club    | Total club    | 14    | 0     | 1                | 0                | 0                     | 0                     | 15    | 0     |
| Valencia C. F. Mestalla · España    | 2.ª B         | 2011-12       | 21    | 1     | —                | —                | —                     | —                     | 21    | 1     |
| Valencia C. F. Mestalla · España    | Total club    | Total club    | 42    | 3     | 0                | 0                | 0                     | 0                     | 42    | 3     |
| R. C. Recreativo de Huelva · España | 2.ª           | 2012-13       | 22    | 0     | 1                | 0                | —                     | —                     | 23    | 0     |
| R. C. Recreativo de Huelva · España | 2.ª           | 2013-14       | 39    | 6     | 1                | 0                | —                     | —                     | 40    | 6     |
| R. C. Recreativo de Huelva · España | 2.ª           | 2014-15       | 30    | 4     | 1                | 0                | —                     | —                     | 31    | 4     |
| R. C. Recreativo de Huelva · España | Total club    | Total club    | 91    | 10    | 3                | 0                | 0                     | 0                     | 94    | 10    |
| U. D. Almería · España              | 2.ª           | 2015-16       | 14    | 0     | 2                | 0                | —                     | —                     | 16    | 0     |
| U. D. Almería · España              | Total club    | Total club    | 14    | 0     | 2                | 0                | 0                     | 0                     | 16    | 0     |
| U. D. Las Palmas · España           | 1.ª           | 2015-16       | 9     | 0     | 1                | 0                | —                     | —                     | 10    | 0     |
| U. D. Las Palmas · España           | 1.ª           | 2016-17       | 17    | 0     | 3                | 0                | —                     | —                     | 20    | 0     |
| U. D. Las Palmas · España           | Total club    | Total club    | 26    | 0     | 4                | 0                | 0                     | 0                     | 30    | 0     |
| Granada C. F. · España              | 2.ª           | 2017-18       | 29    | 2     | 0                | 0                | —                     | —                     | 29    | 2     |
| Granada C. F. · España              | 2.ª           | 2018-19       | 35    | 5     | 0                | 0                | —                     | —                     | 35    | 5     |
| Granada C. F. · España              | 1.ª           | 2019-20       | 15    | 2     | 0                | 0                | —                     | —                     | 15    | 2     |
| Granada C. F. · España              | 1.ª           | 2020-21       | 22    | 1     | 3                | 0                | 11                    | 1                     | 36    | 2     |
| Granada C. F. · España              | 1.ª           | 2021-22       | 24    | 1     | 1                | 0                | —                     | —                     | 25    | 1     |
| Granada C. F. · España              | Total club    | Total club    | 125   | 11    | 4                | 0                | 11                    | 1                     | 140   | 12    |
| Real Oviedo · España                | 2.ª           | 2022-23       | 28    | 1     | 1                | 0                | —                     | —                     | 29    | 1     |
| Real Oviedo · España                | Total club    | Total club    | 28    | 1     | 1                | 0                | 0                     | 0                     | 29    | 1     |
| Real Murcia C. F. · España          | 1.ª F         | 2023-24       | 6     | 0     | 0                | 0                | —                     | —                     | 6     | 0     |
| Real Murcia C. F. · España          | Total club    | Total club    | 35    | 3     | 2                | 0                | 0                     | 0                     | 37    | 3     |
| Total carrera                       | Total carrera | Total carrera | 379   | 28    | 19               | 0                | 11                    | 1                     | 409   | 29    |
| 1. 2.                               |               |               |       |       |                  |                  |                       |                       |       |       |

## Palmarés

### Campeonatos nacionales
| Título       | Club           | País   | Año     |
| ------------ | -------------- | ------ | ------- |
| Copa del Rey | Valencia C. F. | España | 2007-08 |

### Campeonatos internacionales
| Título          | Club (*)      | Sede    | Año  |
| --------------- | ------------- | ------- | ---- |
| Eurocopa sub-19 | España sub-19 | Austria | 2007 |

(*) Incluyendo la selección.